# الجرار (القبن)

تعديل مصدري - تعديل

الجرار محلة تابعة لقرية القبن، التابعة لعزلة بني مليك بمديرية مذيخرة إحدى مديريات محافظة إب في الجمهورية اليمنية، بلغ تعداد سكانها 24 حسب تعداد اليمن لعام 2004.